# Disputas de SCO sobre Linux
La compañía SCO Group demandó a diferentes usuarios y distribuidores de GNU/Linux, resultando finalmente perdedor de la disputa. 
SCO inició una serie de acciones judiciales que serán determinantes para el futuro tanto de GNU/Linux como de Unix. En esta campaña, SCO trata de hacer prevalecer su punto de vista de que Linux viola propiedad intelectual perteneciente al grupo SCO. Mucha gente es escéptica sobre las posibilidades de éxito de las acciones del grupo SCO; los distribuidores y los usuarios atacados no admiten los argumentos del grupo SCO; algunos han contraatacado judicialmente.
La campaña de publicidad y las querellas en justicia provocaron un alza masiva en el precio de las acciones de SCO, sin embargo, los eventos recientes han hecho bajar nuevamente las acciones a su precio original.

## Juicios en curso

### SCO contra IBM
El 7 de marzo de 2003, SCO Group introdujo una acción judicial contra IBM. Inicialmente, esta acción era por incumplimiento de contrato y difusión de propiedad intelectual. En el curso de la acción, SCO eliminó la queja sobre propiedad intelectual, de manera que el proceso se enfoca en el incumplimiento de contrato. IBM incluyó por su parte aspectos de derechos de autor al caso.

En agosto de 2004, IBM solicita una decisión sumaria del caso en donde se pone de relieve que el grupo SCO continua distribuyendo bajo licencia GPL el código del cual pretende tener propiedad intelectual y que si antes había argumentado que lo había distribuido sin saberlo, a partir de ese momento ya no puede seguir argumentándolo, de manera que se debe considerar ese código como un aporte del grupo SCO al software libre. Adicionalmente, IBM alega que el grupo SCO no pudo demostrar que el código en disputa contenga código de Unix System V y que en ninguna parte del contrato de licencia se obliga a IBM a no distribuir su propio código por el mero hecho de haberlo distribuido dentro de sus versiones de UNIX.

Últimos desenlaces: En junio de 2006 el juez Brooke Wells desestimó 186 de las 294 acusaciones de SCO Group.

### Red Hat contra SCO
Red Hat denuncia al grupo SCO el 4 de agosto de 2003 por publicidad falsa, prácticas comerciales desleales, solicitando una sentencia que indique que esa empresa no infringe ningún derecho de autor de SCO.
Últimos desenlaces: El caso queda suspendido hasta conocer el resultado en el caso SCO contra IBM.

### SCO contra Novell
The SCO Group, por medio de sus portavoces autorizados, ha expresado públicamente ser el propietario de Unix en varias ocasiones. Novell asegura que es falso que SCO Group posea Unix. Después de que Novell recientemente registrara derechos de autor sobre componentes esenciales de Unix, SCO denuncia a Novell, afirmando usurpación de propiedad.
La querella fue rechazada por razones técnicas pero SCO Group puede introducir una versión corregida. Sin embargo, el juez de la causa expresó dudas de que la compra de activos incluyera los derechos de autor relevantes. Finalmente, en agosto de 2007, el juzgado concluyó que Novell es propietario de Unix y UnixWare.
En agosto de 2009 la Corte de apelación del décimo circuito de Estados Unidos revirtió parcialmente la decisión tomada en 2007 por la que se concedía a Novell la propiedad de Unix y reabre el caso para que SCO pueda volver a los tribunales y enfrentarse de nuevo a IBM.
Últimos desenlaces: El 30 de marzo de 2010 Novell publicó en su sitio web la noticia comunicando que: “Novell está muy satisfecho con la decisión del jurado, que confirma la propiedad de Novell sobre los derechos de autor de Unix, que SCO ha clamado como propios en su ataque contra Linux. Novell permanecerá comprometido a promover Linux, incluso defendiéndolo en el frente de la propiedad intelectual”, éste veredicto automáticamente invalidaría las demás demandas de SCO contra Linux

### SCO contra AutoZone
AutoZone, un usuario masivo de GNU/Linux y antiguo usuario de productos SCO, fue denunciado por SCO el 3 de marzo de 2004. SCO afirma que AutoZone violó derechos de autor de SCO al convertirse en usuario de Linux.
Últimos desenlaces: El caso queda suspendido hasta conocer el resultado en los casos entre SCO e IBM, Red Hat y Novell.

### SCO contra DaimlerChrysler
En diciembre de 2003, SCO envió gran cantidad de cartas a empresas con licencia para utilizar el sistema Unix. En ellas, SCO solicitó que esas empresas certificaran ciertos elementos sobre su uso de Linux. DaimlerChrysler, antiguo usuario Unix y actual usuario GNU/Linux, no respondió a esta carta. El 3 de marzo de 2004 SCO denunció a DaimlerChrysler por violación de su licencia Unix, al no responder la solicitud de certificación solicitada por SCO.
Últimos desenlaces: Prácticamente todas las reclamaciones de SCO fueron desechadas. Restaba decidir si DaimlerChrysler estaba obligado a responder en 30 días la solicitud de certificación de SCO, pero SCO ha solicitado que se desestime esa parte de la demanda.

## Otros eventos

### SCO contra SGI
En la conferencia SCOforum de 2003, SCO mostró varios ejemplos de código presente en Linux y que forma parte de la propiedad intelectual de SCO. Rápidamente, la comunidad de software libre rebatió la mayoría de los ejemplos mostrados, sin embargo, en uno de ellos se aprecia código Linux, que forma parte del módulo XFS de la implementación de sistemas de archivos de SGI. Los desarrolladores de Linux sostienen que el código mostrado había sido eliminado de Linux con anterioridad, debido no a problemas de derechos de autor, sino porque otro módulo realizaba las mismas funciones de manera más completa. SGI y otros analistas han respondido afirmando que el código mostrado no pertenece a SCO.

#### Origen del código
Si fue posible que partes de código de UNIX System V se incorporaron en GNU/Linux, la implementación original ocurrió en los años 70. Al comparar las fuentes originales de Unix con el código de UNIX System V no se perciben cambios sustanciales entre los dos. De hecho, Dennis Ritchie, uno de los creadores de las primeras versiones de Unix ha afirmado que entre él y Ken Thompson, escribieron el código original del que se partió para desarrollar UNIX System V:
"De manera que entre Ken y yo escribimos el código original. Sé que los comentarios que aparecieron a partir de la sexta edición son míos, dado que pasé un tiempo agregando anotaciones a las ediciones anteriores que sencillamente no tenían comentarios."
Se trata de un punto muy importante, dado que las versiones originales de Unix no tenían declaración de copyright en los programas fuente y en esa época la ley exigía esas declaraciones, lo que significa que las primeras versiones del código Unix no están protegidas. Adicionalmente, tanto bajo el nombre de Santa Cruz Operation como con la actual denominación de The SCO Group el grupo SCO ha publicado los programas fuente de las primeras versiones de Unix con una licencia basada en la licencia BSD, lo que permite el uso de ese código en cualquier producto de software libre.

### SCOsource
Al mismo tiempo que se realizan las acciones judiciales, SCO inicia una campaña muy agresiva de venta de licencias Unix a usuarios GNU/Linux. La empresa que adquiera la licencia no será blanco en el futuro de acciones judiciales de SCO. Para muchos, incluyendo muchos usuarios de GNU/Linux, esto es sólo una treta, dado que el dinero de las licencias no sería devuelto si SCO pierde los casos. SCO afirma que varias empresas han adquirido estas licencias, pero solo dos de ellas admiten haberlas adquirido.

### SCO como empresa de litigios
Uno de los inversores recientes en el grupo SCO, la empresa BayStar Capital, desearía que SCO se centrara en los litigios para dar una mayor garantía de éxito a esa parte del negocio SCO. Al no aceptar SCO esa opción, SCO informó que el inversionista decidió separarse del grupo SCO en junio de 2004, sin embargo, recientemente el inversor ha expresado su desacuerdo con el precio de recompra de las acciones. Por su parte, SCO continúa desarrollando nuevos productos Unix, dejando claro que no se trata de una empresa dedicada únicamente a los litigios sobre Linux.

### Validez de la LicenciaGPL
Al principio del caso SCO contra IBM, IBM alegó que al ser SCO también un distribuidor de Linux, cualquier propiedad intelectual de SCO que pudiera estar contenida en Linux, ya había sido distribuida libremente por SCO, anulando así sus derechos. SCO alegó inicialmente su propia inhabilidad al no proteger sus derechos por no haberse percatado antes de las violaciones, pero luego cambió de estrategia afirmando que la licencia GPL, pilar de las iniciativas de software abierto es en sí ilegal por incompatibilidad con las leyes sobre derechos de autor y que por lo tanto es equivalente a no poner licencia alguna en el software desarrollado.
Los alegatos de inconstitucionalidad de la Licencia GPL han sido retirados de las disputas judiciales, sin embargo, SCO continúa afirmando la invalidez de la licencia GPL basándose en dos argumentos brevemente resumidos:
- Es imposible obligar a cumplir a las partes esa licencia, por lo tanto es inválida.
- La fundación FSF es selectiva al forzar la aplicación de la Licencia, lo que violaría principios básicos de equidad.

Por su parte, los defensores de la Licencia GPL piensan que SCO actuará como todos aquellos que anteriormente han considerado disputar la legalidad de la licencia GPL: Lo pensará mejor y desistirá  (enlace roto disponible en Internet Archive; véase el historial, la primera versión y la última)..
Por primera vez, en julio de 2004, un tribunal alemán dictaminó la validez de la licencia GPL en ese país, en el caso netfilter/iptables. Según la decisión, la licencia GPL es completamente diferente a una renuncia de derechos; los usuarios de software distribuido bajo esta licencia deben respetar sus reglas de distribución y los autores pueden obligarlos a hacerlo.

### Atacan la web de SCO
En la mañana del 29 de noviembre de 2004 la web de SCO sufrió un ataque que duró unas dos horas. La comunidad de software libre condenó tales acciones consideradas ilegales.
- Datos: Q166268